# Pedreiras
Pour la freguesia portugaise, voir Pedreiras (Porto de Mós).
Pedreiras est une municipalité brésilienne située dans l'État du Maranhão.